# Ly giác (thiên văn học)

Sơ đồ này cho thấy một số góc ly giác (ε) có thể của các hành tinh bên trong và bên ngoài, tức khoảng cách góc (góc giữa hai đường ngắm) giữa một hành tinh và Mặt Trời từ góc nhìn từ Trái Đất.

Trong thiên văn học, ly giác của một hành tinh là khoảng cách góc giữa Mặt Trời và hành tinh đó, so với Trái Đất là điểm tham chiếu. Ly giác cực đại của một hành tinh bên trong (có quỹ đạo nằm bên trong quỹ đạo Trái Đất) xảy ra khi vị trí của hành tinh này trên quỹ đạo quanh Mặt Trời của nó tiếp tuyến với nơi người quan sát trên Trái Đất. Bởi vì hành tinh bên trong nằm hoàn toàn bên trong quỹ đạo của Trái Đất quanh Mặt Trời, quan sát ly giác của nó không phải là một vấn đề khó khăn (so với các thiên thể bầu trời sâu chẳng hạn). Khi một hành tinh ở ly giác cực đại, sự xuất hiện của nó là xa nhất với Mặt Trời khi nhìn từ Trái Đất, vì thế lúc đó nó dễ dàng được quan sát nhất.
Khi một hành tinh bên trong được thấy rõ sau khi mặt trời lặn, nó ở gần ly giác cực đại phía đông. Khi nó được thấy rõ trước khi mặt trời mọc, nó ở gần ly giác cực đại phía tây. Giá trị góc ly giác cực đại (đông hoặc tây) của Sao Thủy là giữa 18° và 28°, trong khi của Sao Kim (sao hôm, sao mai) là giữa 45° và 47°. Các giá trị này thay đổi vì quỹ đạo của các hành tinh có dạng elip hơn là hoàn toàn tròn. Một yếu tố nữa đóng góp vào sự không đồng đều này là độ nghiêng quỹ đạo, tức là mặt phẳng quỹ đạo của mỗi hành tinh hơi nghiêng so với một mặt phẳng tham chiếu, chẳng hạn hoàng đạo hay mặt phẳng bất biến.
Các biểu tính toán thiên văn và một số trang web, chẳng hạn Heavens-Above, cho phép dự báo khi nào và tại đâu các hành tinh tới ly giác cực đại lần tiếp theo.

## Định nghĩa
Có hai định nghĩa khác nhau của ly giác {\displaystyle \psi } thường được sử dụng:
Theo định nghĩa thứ nhất, ly giác là khoảng cách góc cầu trong hệ quy chiếu địa tâm, góc giữa Mặt Trời và một hành tinh khi nhìn từ Trái Đất, được đo trong mặt phẳng giả định chứa Mặt Trời, hành tinh, và Trái Đất.
{\displaystyle \psi =\sphericalangle (\mathbf {p} \mathbf {R} )}, do đó {\displaystyle \cos \psi ={\frac {\mathbf {p} \cdot \mathbf {R} }{pR}}}
trong đó
- R là vectơ vị trí từ Trái Đất tới Mặt Trời, có độ lớn hay khoảng cách là R = 1 AU
- p là vectơ vị trí từ Trái Đất tới hành tinh, có độ lớn p bằng khoảng cách (thay đổi)

Góc {\displaystyle \psi } tính theo độ và thỏa mãn {\displaystyle 0<\psi <180}.
Ly giác còn được định nghĩa là hiệu giữa giá trị hoàng kinh (λ) của hành tinh và của Mặt Trời so với Trái Đất:
{\displaystyle \psi =\Delta \lambda }

## Chu kỳ ly giác
Ly giác cực đại của một hành tinh xảy ra theo chu kỳ, với một ly giác cực đại phía tây theo sau một ly giác cực đại phía đông, và ngược lại. Chu kỳ này phụ thuộc vào vận tốc góc tương đối giữa Trái Đất và hành tinh, khi được quan sát từ Mặt Trời. Thời gian để hoàn thành chu kỳ này được gọi là chu kỳ giao hội của hành tinh.
Gọi T là chu kỳ (ví dụ thời gian giữa hai lần ly giác cực đại phía đông), ω là vận tốc góc tương đối, ωe là vận tốc góc của Trái Đất và ωp là vận tốc góc của hành tinh. Ta có:
{\displaystyle T={2\pi  \over \omega }={2\pi  \over \omega _{\mathrm {p} }-\omega _{\mathrm {e} }}={2\pi  \over {2\pi  \over T_{\mathrm {p} }}-{2\pi  \over T_{\mathrm {e} }}}={T_{\mathrm {e} } \over {T_{\mathrm {e} } \over T_{\mathrm {p} }}-1}}
trong đó Te và Tp là năm của Trái Đất và hành tinh, tức là chu kỳ quanh quanh Mặt Trời, được gọi là chu kỳ theo sao.
Ví dụ, một năm của Sao Kim (chu kỳ theo sao) là 225 ngày, còn của Trái Đất là 365 ngày. Vì thế chu kỳ giao hội của Sao Kim, thời gian giữa hai lần ly giác cực đại phía đông (hoặc phía tây) liên tiếp là 584 ngày.
Các giá trị này là xấp xỉ trên thực tế, bởi vì (như đã nói ở trên) các hành tinh không có các quỹ đạo tròn, đồng phẳng hoàn hảo. Khi một hành tinh ở gần hơn với Mặt Trời nó di chuyển nhanh hơn khi nó ở xa hơn, vì thế sự xác định ngày và giờ xảy ra ly giác cực đại cần một phân tích phức tạp hơn về cơ học quỹ đạo.

## Hành tinh bên ngoài
Hành tinh bên ngoài có quỹ đạo nằm ngoài quỹ đạo của Trái Đất trong hệ Mặt Trời. Các hành tinh bên ngoài, hành tinh lùn và các tiểu hành tinh theo một chu kỳ khác. Sau khi giao hội, ly giác của các thiên thể này tiếp tục tăng từ 0° tới khi nó tiến đến một giá trị cực đại lớn hơn 90° (không thể có đối với các hành tinh bên trong) và thường rất gần với 180°, được gọi là xung đối, tương ứng với vị trí giao hội với Trái Đất khi nhìn từ Mặt Trời. Nói chính xác, thời điểm chính xác của xung đối hơi khác so với thời điểm ly giác cực đại. Xung đối được định nghĩa là thời điểm mà hoàng kinh biểu kiến của một hành tinh bên ngoài và Mặt Trời lệch nhau một góc 180°, nhưng chưa tính đến việc hành tinh không nhất thiết phải nằm trong mặt phẳng quỹ đạo của Trái Đất. Ví dụ, Sao Diêm Vương có quỹ đạo cực kỳ nghiêng so với mặt phẳng quỹ đạo của Trái Đất, có thể có ly giác cực đại ít hơn nhiều so với 180° khi "xung đối".
Tất cả các hành tinh bên ngoài đều dễ nhận thấy nhất ở vị trí xung đối của chúng bởi khi đó chúng gần nhất với Trái Đất và cũng ở trên đường chân trời suốt ban đêm. Sự biến thiên trong cấp sáng biểu kiến gây ra bởi ly giác thay đổi càng rõ rệt khi quỹ đạo của hành tinh càng gần với Trái Đất. Cấp độ sáng của Sao Hỏa chẳng hạn thay đổi với ly giác đối với Trái Đất: nó có thể thấp tới +1.8 khi giao hội gần điểm viễn nhật, nhưng ở trường hợp xung đối thuận lợi hiếm nó có thể cao đến −2.9, hay sáng hơn gấp 7 lần so với độ sáng tối thiểu. Khi chuyển tới các quỹ đạo phía ngoài, sự biến đổi trong cấp sáng do thay đổi trong ly giác từ từ giảm. Các độ sáng cực đại và cực tiểu của Sao Mộc chỉ chênh lệch nhau một hệ số 3,3 lần, trong khi ở Sao Thiên Vương – thiên thể xa nhất trong hệ Mặt Trời có thể quan sát được bằng mắt thường thì hệ số chênh lệch là 1,7 lần.
Bởi các tiểu hành tinh chuyển động trên một quỹ đạo không quá lớn so với quỹ đạo Trái Đất, cấp sáng của chúng có thể thay đổi rất nhiều phụ thuộc vào ly giác. Mặc dù chỉ có hơn một vài vật thể trong vành đai tiểu hành tinh có thể được thấy với ống nhòm 10x50 ở vị trí xung đối điển hình, chỉ có Ceres và Vesta luôn thuộc giới hạn quan sát của ống nhòm +9.5 ở các vị trí ly giác nhỏ.
Khi một thiên thể (mặt trăng hoặc hành tinh) ở vị trí mà ly giác là góc vuông 90° hay 270°; tức là góc thiên thể-trái đất-mặt trời là 90° thì được gọi là ly giác vuông. Khi Mặt Trăng có ly giác là góc vuông, ta thấy pha bán nguyệt của nó.

## Ly giác của vệ tinh
Đôi khi ly giác cũng có thể được chỉ khoảng cách góc giữa một mặt trăng của một hành tinh khác và hành tinh đó, chẳng hạn khoảng cách góc của vệ tinh Io đối với Sao Mộc. Ở đây ta cũng có thể phân biệt ly giác cực đại phía đông và ly giác cực đại phía tây. Tuy nhiên trong trường hợp các mặt trăng của Sao Thiên Vương, thay vào đó ta nói ly giác cực đại phía bắc và ly giác cực đại phía nam, bởi độ nghiêng trục quay rất lớn của Sao Thiên Vương.